# Peter Schubert (Maler)
Peter Schubert (* 20. Februar 1929 in Dresden; † 21. März 2021 in Berlin) war ein deutscher Maler des Informel.

## Leben
Seine Kindheit verbrachte Schubert in der Stadt Wehlen. Während des Zweiten Weltkrieges begann er zunächst am Wehlener Rathaus eine Verwaltungslehre und entschloss sich durch eine zufällige Bekanntschaft mit Richard Müller Malerei zu studieren. Er begann seine Studien an der Dresdner Akademie der Künste in der Klasse des Landschafts- und Porträtmalers Wilhelm Rudolf. 1949 verließ Schubert Dresden und nahm Kontakt zu Willi Baumeister auf, der ihn an die Akademie nach Stuttgart einlud. Daran schloss sich ein einjähriger Studienaufenthalt bei Fernand Léger in Paris an. Sein Studium beendete er bei Hans Uhlmann an der Hochschule der Künste in Berlin. Seit 1957 war Peter Schubert als freischaffender Künstler mit Wohnsitz in Berlin tätig. Dank eines Stipendiums der Bundesregierung arbeitete er 1969 vorübergehend an der Cité Internationale des Arts in Paris. Durch Einzelausstellungen machte Schubert sein bildnerisches Werk dem öffentlichen Publikum bekannt.

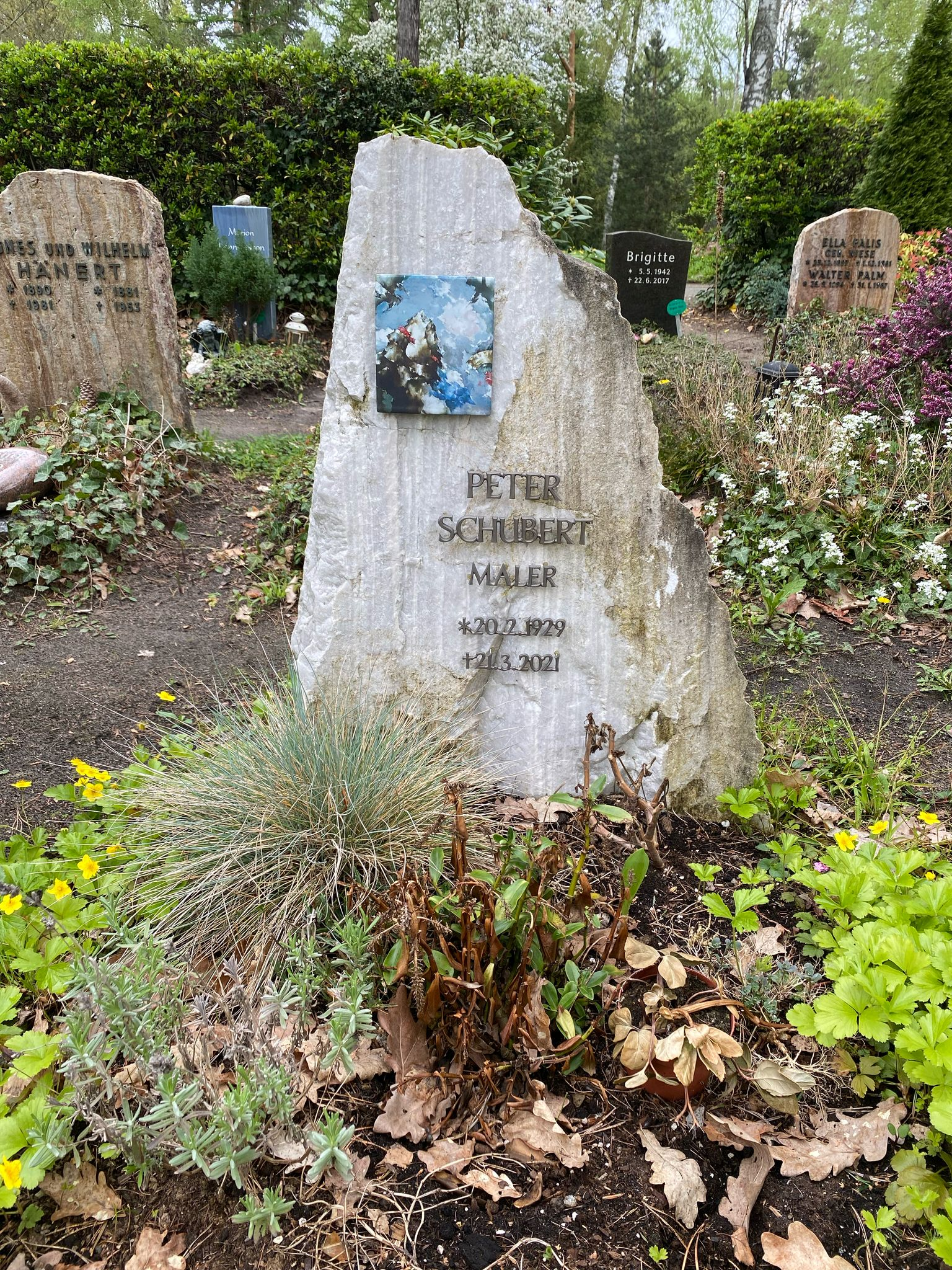
Grabstätte auf dem Friedhof Heerstraße

Das 1977 fertiggestellte Deckengemälde in der Großen Orangerie des Schlosses Charlottenburg in Berlin begründete den Ruf Schuberts als gefragter Deckenmaler. Seitdem schuf er in Deutschland, Italien und Kanada 20 Decken- und Wandgemälde.
Peter Schubert nahm als ordentliches Mitglied im Deutschen Künstlerbund zwischen 1964 und 1982 an insgesamt zehn DKB-Jahresausstellungen teil.
Auf dem Friedhof Heerstraße fand Peter Schubert seine letzte Ruhestätte.

## Auszeichnung
2009 wurde Schubert vom Bundespräsidenten Horst Köhler mit dem Bundesverdienstkreuz am Bande ausgezeichnet.

## Werk
Als Jugendlicher interessierte er sich besonders für die Helldunkel-Technik, eine Technik, die er durch die Begegnung mit Kunstwerken des Barock entdeckte. Während seines Studiums bei Willi Baumeister und Fernand Léger entwickelte er die Technik weiter. Sie wurde zu einer der Hauptcharakteristiken seiner Tafelbilder.
Schubert malte abstrakte Bilder, auch wenn er Motive, die am Rande der figürlichen Malerei stehen, in seine Kunst einbezog. Die Vielzahl der Formen soll Bekanntes suggerieren, aber nicht darstellen. Das Licht bildet den stärksten Faktor der Bildkomposition; Licht und Schatten schaffen die Grundlage seiner Bilder.
Schuberts Kunst, von subtilen Aquarellen und Gemälden bis zu mehrere hundert Quadratmeter umfassenden Deckenbildern, zeigt eine eigene Bildsprache, die zuweilen an die Kompositionen der Kunst des 17. Jahrhunderts erinnert.

## Einzelausstellungen
- 1963 Galerie Friedrich & Dahlem, München
- 1966 Galerie »S« Ben Wargin, Berlin
- 1967 Galerie Schloß Ringenberg
- 1973 Haus am Waldsee, Berlin
- 1976 Galerie Wewerka, Berlin
- 1976 Große Orangerie Schloß Charlottenburg, Berlin (Neuer Berliner Kunstverein)
- 1980 Ostdeutsche Galerie, Regensburg
- 1987 Galerie K 19, Berlin
- 1988 Galerie Noé, Berlin
- 1989 Saarland-Museum, Saarbrücken
- 1994 Kleine Orangerie Schloß Charlottenburg, Berlin
- 2011 Kommunale Galerie Berlin

## Decken- und Wandgemälde
- 1977 Ausmalung von Decke und Vouten in der Großen Orangerie im Schloss Charlottenburg in Berlin
- 1983 Zwei Deckengemälde in der Deutschen Botschaft zum Heiligen Stuhl in Rom
- 1985 Deckengemälde in der Lobby eines Bürohochhauses in Vancouver, Kanada
- 1985 Deckengemälde in der Eingangshalle der Grundkreditbank in Berlin
- 1986 Dreiteiliges Wandgemälde im Foyer des neuen Justizgebäudes in Freiburg
- 1986 Zwei Kuppelausmalungen (Seminarkirche und Kapelle) im neuen Priesterseminar in Augsburg
- 1987 Deckenausmalung (Drei Deckenspiegel) im Festsaal der Karlsburg in Durlach bei Karlsruhe
- 1988 Wandgemälde in der Sparkassenzentrale Mülheim/Ruhr
- 1988 Deckengemälde im Zuschauerraum des Saarländischen Staatstheaters in Saarbrücken
- 1989 Wandgemälde im Empfangsraum der VHG-Versicherungsgesellschaft in Hannover
- 1989 Dreiteilige Wandgestaltung im Großen Saal des Bundeshauses in Berlin
- 1990 Deckengemälde im neuen Justizgebäude Braunschweig
- 1990 Deckengemälde im Speisesaal des Schwäbischen Bildungszentrums Kloster Irsee im Allgäu
- 1990 Deckengemälde im Treppenhaus des Bundeshauses in Berlin
- 1991 Deckengemälde in der Eingangshalle Finanzamt Nördlingen
- 1993 Deckengemälde im Konferenzraum der Unternehmensberatung Goldberg, Berlin
- 1994 Zwei Wandgemälde in der Sparkassenzentrale Warendorf bei Münster
- 1995 Deckengemälde im Architekturbüro Baumann, Berlin
- 1996 Deckengemälde im Festsaal des Corpshauses der Cisaria, München
- 2000 Deckengemälde Speisesaal, Villa Foitzik, Berlin
- 2004 Deckengemälde und dreiflügeliger Altar in der Dorfkirche Damsdorf (Brandenburg)
- 2013 Deckengemälde in der Kirche St. Joseph, Marienloh